# Phascolosorex doriae
Phascolosorex doriae е вид бозайник от семейство Торбести мишки (Dasyuridae).

## Разпространение
Видът е разпространен в Индонезия.